# Malcolm Young
Malcolm Mitchell Young (6. siječnja 1953. – 18. studenoga 2017.) bio je škotsko-australski glazbenik i tekstopisac, a najpoznatiji je kao osnivač, ritam-gitarist, prateći pjevač i autor pjesama rock grupe AC/DC. Osim kratkog izbivanja 1988. bio je s grupom od početka studenog 1973. godine do odlaska u mirovinu 2014. godine iz zdravstvenih razloga. Young i ini članovi AC/DC-ja uvedeni su u Rock and Roll Hall of Fame 2003. godine. Rolling Stone ga je naveo 38. najboljim gitaristom svih vremena uz njegova vrata, Angusa.
Iako je njegov mlađi brat Angus Young bio uočljiviji, Younga se opisivalo kao pokretača i vođu grupe. Godine 2014. izjavio je da je, unatoč njegovu odlasku iz grupe, AC/DC bio odlučan nastaviti stvarati glazbu s njegovim blagoslovom. Kao ritam-gitarist, bio je odgovoran za širok raspon zvuka grupe, razvoj mnogih od njihovih gitarskih rifova, a bio je i koautor stihova s Angusom. Bio je oženjen za O'Lindu Young i imao je dvoje djece, Karu i Rossa.
Young je napustio AC/DC u travnju 2014. godine zbog liječenja demencije. U rujnu 2014. godine uprava grupe najavila je da će se trajno umiroviti. Umro je od bolesti 18. studenoga 2017.